# An-12
An-12 (ros. Ан-12) – średni samolot transportowy produkcji ZSRR, zaprojektowany przez biuro konstrukcyjne Olega Antonowa. Pierwszy prototyp wystartował 16 grudnia 1957 r. W roku 1958 rozpoczęto produkcję seryjną. Na potrzeby ZSRR i krajów zależnych wyprodukowano 1248 egzemplarzy tego samolotu. W Chinach w latach 1974–2006 wyprodukowano ponad 650 samolotów Y-8, skopiowanych z An-12 bez praw licencyjnych. W kodzie NATO otrzymał oznaczenie Cub.

## Historia

### Geneza

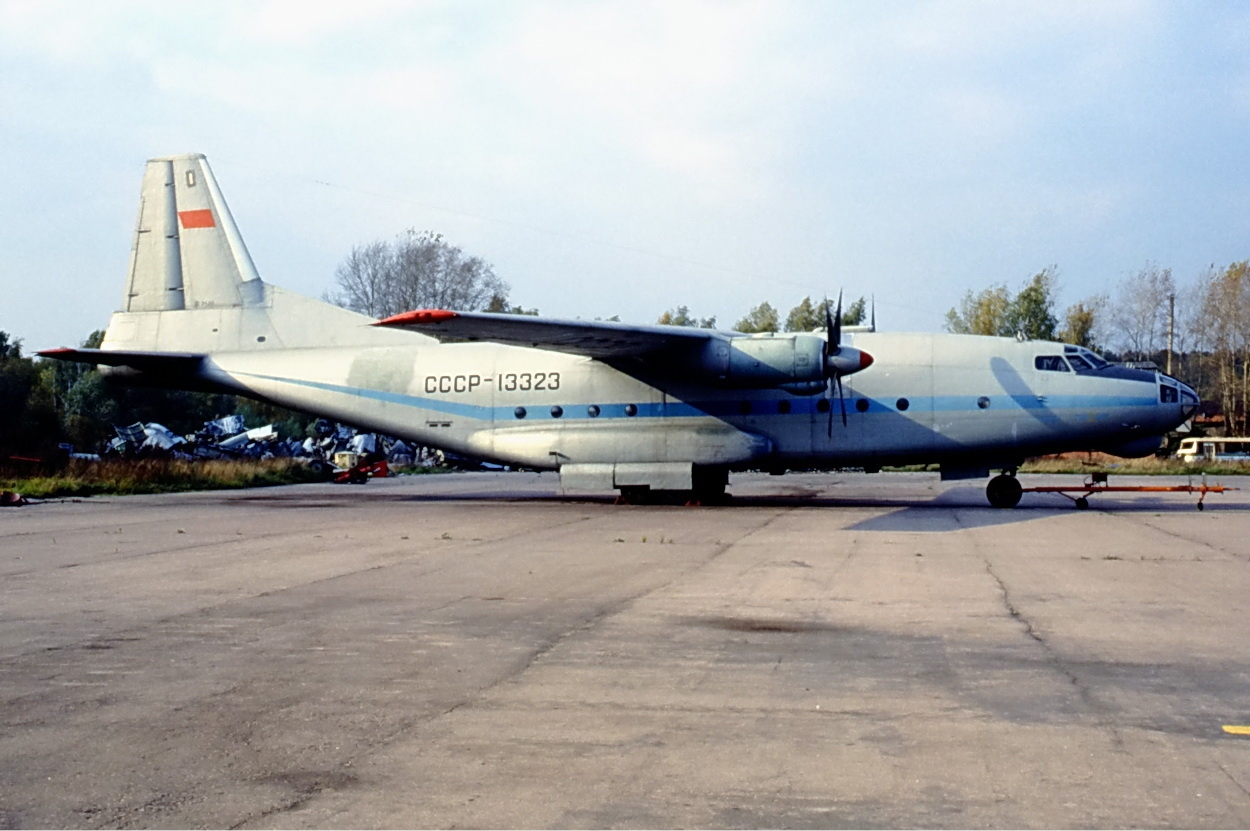
Cywilny An-8

W celu wymiany floty radzieckich samolotów transportowych, w Państwowym Związkowym Biurze Doświadczalno-Konstukcyjnym Wytwórni Nr 473 (GSOKB-473) w Kijowa, kierowanym przez Olega Antonowa, rozpoczęto prace projektowe nad maszyną oznaczoną jako An-8. Równolegle projektowano dwie podstawowe wersje samolotu: wiodącą – transportową, oraz pasażerską, zdolną do przewozu maksymalnie 57 osób. Gotową makietę pasażerskiej wersji w 1955 roku wizytował I sekretarz Komitetu Centralnego Komunistycznej Partii Związku Radzieckiego Nikita Chruszczow. Chruszczowa łączyły osobiste więzi z Antonowem. Po uruchomieniu w Kijowie produkcji samolotu An-2, Chruszczow osobiście namówił Antonowa do przeprowadzki jego zespołu konstrukcyjnego z Nowosybirska do Kijowa, gdzie wykorzystując swoją pozycję pomógł mu rozbudować biuro, uzupełniając kadrę techniczną. W trakcie wizyty w ośrodku Antonowa, Chruszczow wizytował drewnianą makietę pasażerskiej wersji An-8. Jego uwagę zwróciła liczba silników, na pytanie Chruszczowa dotyczące zagranicznych odpowiedników radzieckiej konstrukcji i liczby silników, odpowiedziano mu, iż zachodnie samoloty pasażerskie podobnej klasy dysponują, z powodu większej niezawodności, czterema silnikami. Zdaniem Chruszczowa również radzieckie maszyny pasażerskie, powinny dysponować taką samą liczbą silników. W efekcie zaprzestano prac nad dwusilnikową wersją pasażerską, przeprojektowując konstrukcje dla czterech jednostek napędowych. Efektem zmiany był projekt An-10 oraz An-12.

### Projekt

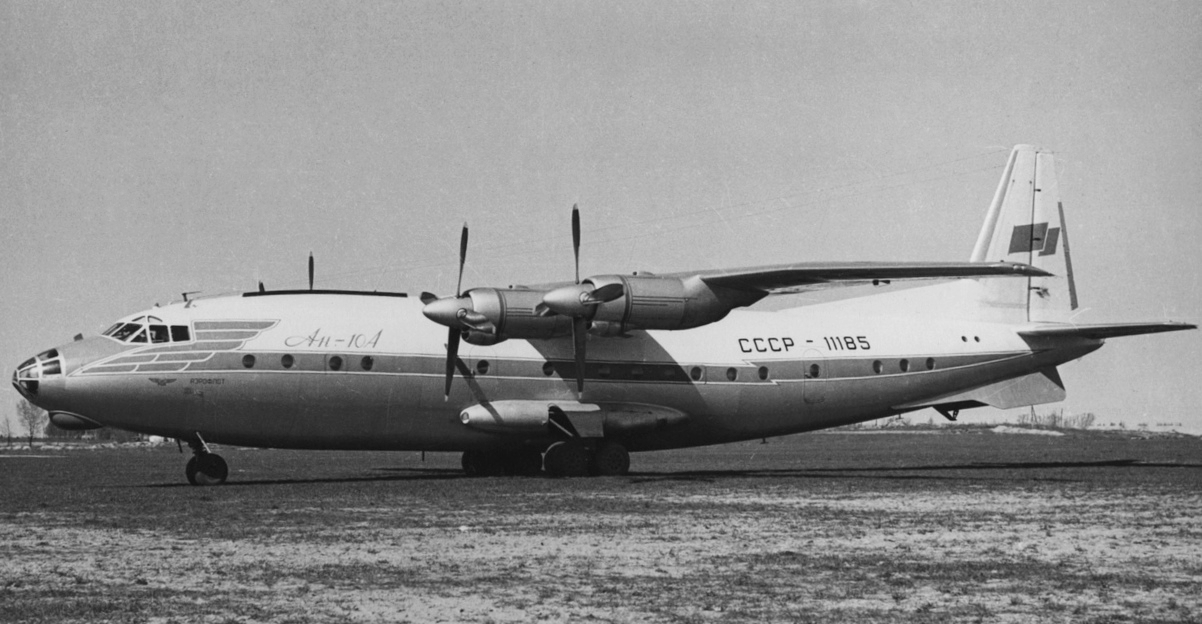
Cywilny An-10

Antonow zaproponował stworzenie samolotu pasażerskiego, którego konstrukcja, umożliwiałaby szybką konwersję do wersji transportowej. Unifikacja konstrukcyjna obydwu płatowców pozwoliłaby, zdaniem Antonowa, na obniżenie kosztów produkcji, uproszczenie masowej budowy, zmniejszenie kosztów obsługi technicznej obydwu typów. Przystosowanie pasażerskiej wersji do operowania z nieutwardzonych pasów startowych, co było pożądaną cechą wersji transportowej, umożliwiłoby obsługę dalekowschodnich tras, syberyjskich lotnisk pasażerskich, bardzo często dysponujących w owym okresie jedynie trawiastymi pasami startowymi. W czasie pokoju, pasażerskie maszyny stanowiłyby rezerwę sprzętową, którą łatwo można by przekształcić w rasowe samoloty transportowe w czasie potencjalnego kryzysu.
Zgodnie z uchwałą Rady Ministrów Związku Radzieckiego z 30 listopada 1955 roku, rozpoczęto prace projektowe nad nową, czterosilnikową wersją pasażerską oznaczoną jako An-10, oraz wersją towarową oznaczoną jako An-12. Konstrukcyjnie nowe projekty miały bazować na opracowywanym An-8, co miało przyśpieszyć prace i skrócić czas przyjęcia do służby. Jedyną niewiadomą pozostała kwestia wyboru silników. Antonow rozwiązał ją odwołując się do lokalnego patriotyzmu. Uznał, iż projektowany na radzieckiej Ukrainie samolot, powinien posiadać ukraińskie silniki. Przy pełnym poparciu Komunistycznej Partii Ukrainy, do napędu samolotu wybrano produkowane w Zaporożu silniki AI-20.
Pomimo faktu, iż pierwotnym celem była budowa samolotu pasażerskiego, to jednak konstrukcyjnie, maszyna została oparta na wymaganiach stawianych wojskowym samolotom transportowym. Dzięki wykorzystaniu technologii i doświadczenia zdobytego przy pracach projektowych An-8, prace posuwały się bardzo szybko. An-10 został oblatany 7 marca 1957 roku. Prace projektowe przy wersji transportowej, An-12, trwały tylko 11 miesięcy a budowa pierwszego egzemplarza półtora roku. Dzięki daleko idącej unifikacji obydwu samolotów, zrezygnowano z budowy prototypu An-12. Pierwszy wybudowany egzemplarz stał się jednocześnie pierwszym seryjnym samolotem. An-12 został oblatany 16 grudnia 1957 roku. Wstępne plany zakładały możliwość montażu obydwu typów na tej samej linii produkcyjnej. Zgodność konstrukcyjna w przypadku głównych elementów płatowców An-10 i An-12 wynosiła 86%, a w przypadku napędu 100%. Teoretyczne korzyści, jakie przedstawił Antonow, mówiąc o współistnieniu obydwu typów, pasażerskiego i transportowego, w praktyce okazały się być problematyczne. Zaprojektowanie samolotu pasażerskiego z podłogą umieszczoną na poziomie wymaganym dla samolotów transportowych, spowodowało, iż kadłub maszyny dysponował niewspółmiernie duża do potrzeb objętością części pasażerskiej. Z kolei część przeznaczona dla przewożonego bagażu, klasycznie umieszczana w kadłubie pod podłogą przedziału pasażerskiego, w An-10 była minimalna. Wymóg hermetyzacji przedziału pasażerskiego, spowodował, iż An-12, współdzielący z nim konstrukcje, miał hermetyczną część środkową kadłuba i niehermetyzowany tył. Pomimo istniejących na wczesnym etapie produkcji podobieństw pomiędzy obydwiema wersjami, wprowadzanie kolejnych modyfikacji oddalało konstrukcyjnie od siebie obydwa typy.

### Próby
An-12 po oblocie rozpoczął serię prób mających zweryfikować jego cechy i możliwości. Wśród wymienianych zalet był bardzo duży stosunek mocy silników do masy samolotu. Pomimo swoich rozmiarów, maszyna cechowała się bardzo dobrymi właściwościami aerodynamicznymi, co przy dużej mocy silników, dawało załogom duże poczucie bezpieczeństwa lotu. Wszystkie silniki samolotu miały lewo obrotowe śmigła. Dające bardzo duży moment obrotowy. Konsekwencją tego były problemy ze sterowaniem samolotem podczas startu i lądowania. Podczas kołowania i startu pomocna była modyfikacja przedniej goleni, umożliwiającą sterowanie nią. Po ośmiu miesiącach ukończono program prób An-12, w którym ostatecznie wzięły udział trzy samoloty. Próby państwowe maszyny zakończono w 1959 roku.

### Produkcja
Początkowo, równolegle na liniach montażowych trwała produkcja An-12 oraz dwusilnikowego, mającego realizować dokładnie te same zadania An-8. Koszty produkcji An-12 były wyższe, jak również koszty jego eksploatacji w porównaniu do An-8. Z drugiej jednak strony, koszt przewiezienia na odległość 1 km tony ładunku na pokładzie An-12 był niższy niż na pokładzie An-8. W efekcie produkcja dwusilnikowego An-8 została zakończona, całe moce produkcyjne zostały skierowane do budowy An-12. Początkowo montaż samolotu odbywał się w zakładach w Irkucku. Jednak wraz ze wzrostem zapotrzebowania na samoloty, koniecznym stało się uruchomienie produkcji w kolejnych zakładach. Radzieckie Ministerstwo Obrony, określiło zapotrzebowanie na nową maszynę w liczbie 620 samolotów, które pragnęło otrzymać do 1962 roku. W 1960 roku produkcje An-12 uruchomiono w Zakładach Nr 64 w Woroneżu. Wybór woroneskiej fabryki był o tyle uzasadniony, iż budowano tam pasażerskie An-10, zatem przestawienie linii montażowej na budowę transportowych odpowiedników An-10 odbył się płynnie. Dodatkowym elementem uzasadniającym wybór Woroneża, był fakt, iż zakończenie produkcji An-10 nie odbiło się negatywnie na zdolnościach radzieckiego przemysłu lotniczego do budowy pasażerskich samolotów rodzimej konstrukcji. W 1958 roku rozpoczęto dostawy Ił-18, zdecydowanie lepszej maszyny pasażerskiej niż An-10. Główną fabryką produkującą An-12 zostały Zakłady Nr 84 w Taszkencie, do którego przewieziono linię montażową i oprzyrządowanie do budowy An-12 z Irkucka. Ostatnie samoloty ukończono w nich w 1972 roku. W Taszkencie wybudowano 829 egzemplarzy. W Woroneżu, w trakcie pięcioletniej pracy linii montażowej, zbudowano 267 sztuk. W Irkucku, do czasu zakończenia produkcji w 1962 roku, ukończono 152 maszyny. Ogółem wybudowano 1246 egzemplarzy, z czego 183 z przeznaczeniem na eksport.
W trakcie produkcji samoloty modyfikowano. Nadmiar mocy, charakterystyczny dla maszyny, pozwolił zwiększyć ładowność transportowca z początkowych 14 ton aż do 20. Wadą samolotu był krótki zasięg, ograniczony zbiornikami paliwa o pojemności 13 300 litrów. Prace mające na celu zwiększenie tego parametru, doprowadziły do powiększenia zbiorników paliwa do 14 060 l.

## Wersje
- An-12 – pierwszy samolot desantowy sił powietrznych Rosji, mógł dokonać zrzutu 60 żołnierzy lub dwóch platform (każda z ładunkiem 8 ton), napędzany 4 silnikami turbośmigłowymi NK-4 o mocy 4000 KM każdy. Ładownia nie była hermetyzowana, ale ogrzewana i wyposażona w instalację tlenową, gdyby przelot z ludźmi odbywał się na wysokości pow. 4000 m.
- An-12A – w stosunku do wersji podstawowej zmieniono silniki na prostsze i bardziej niezawodne AI-20A powiększono również zbiorniki paliwa, umieszczając dodatkowe cztery w płacie. Całkowita objętość wynosiła 16 600 l. W porównaniu do An-12 zwiększono udźwig (do 20 ton).
- An-12B – produkcje wersji rozpoczęto w 1963 roku. Ponownie zmieniono jednostki napędowe. Tym razem używane były AI-20A serii III lub AI-20K serii V. Powiększono pojemność zbiorników paliwa do 19 500 l. W owiewce lewego głównego podwozia zainstalowano turboprądnice TG-16.
- An-12UD – pojedynczy samolot. w którego ładowni umieszczono dodatkowe miękkie zbiorniki paliwa pochodzące z bombowca 3M. Dzięki temu rozwiązaniu, An-12 z ładunkiem użytecznym 3000 kg, mógł pokonać dystans 4900 km. Z drugiej jednak strony, zbiorniki zajmowały prawie połowę ładowni samolotu, ograniczając tym samym pojemność ładunkową.
- An-12P – podstawowa wersja An-12, ale z trzema dodatkowymi zbiornikami paliwa o łącznej pojemności 8850 l, zamontowanymi pod podłogą ładowni samolotu.
- An-12AP – wersja An-12A, ale z trzema dodatkowymi zbiornikami paliwa o łącznej pojemności 8850 l, zamontowanymi pod podłogą ładowni samolotu.
- An-12BP – wersja An-12B, ale z trzema dodatkowymi zbiornikami paliwa o łącznej pojemności 8850 l, zamontowanymi pod podłogą ładowni samolotu.
- An-12BPŁ – zmodyfikowana wersja 12B przystosowana do operowania w terenie polarnym dzięki zamontowaniu stałego podwozia płozowego
- An-12BK – zmodyfikowane 12B, zwiększony zapas paliwa, 12 osobowa kabina hermetyczna dla personelu załadunkowego, ulepszone urządzenia ładowni. W tej wersji wyprodukowano wiele maszyn.
- An-12T – wersja do przewozu paliwa rakietowego
- An-12BM – latające laboratorium do prób z łącznością satelitarną
- An-12PS – wersja poszukiwawczo-ratownicza wyposażona w łódź ratowniczą
- An-12PP i An-12PPS – samolot walki radioelektronicznej
- An-10 – odmiana pasażerska An-12
- Y-8(inne języki) – produkowany bez licencji w Chinach

## Galeria

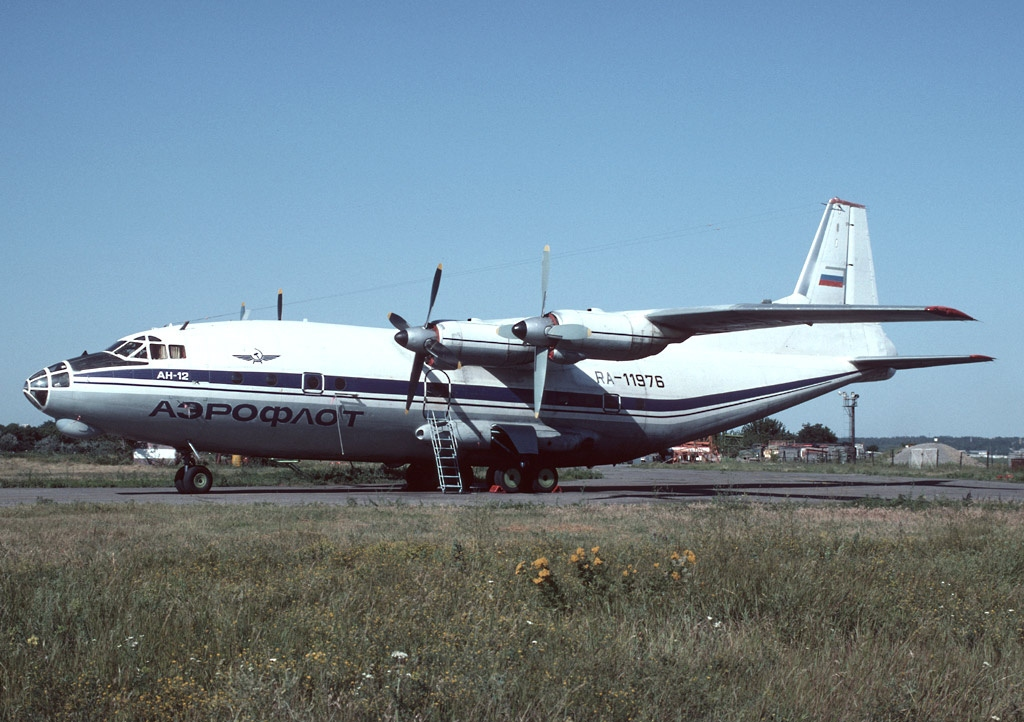
An-12 Aerofłotu
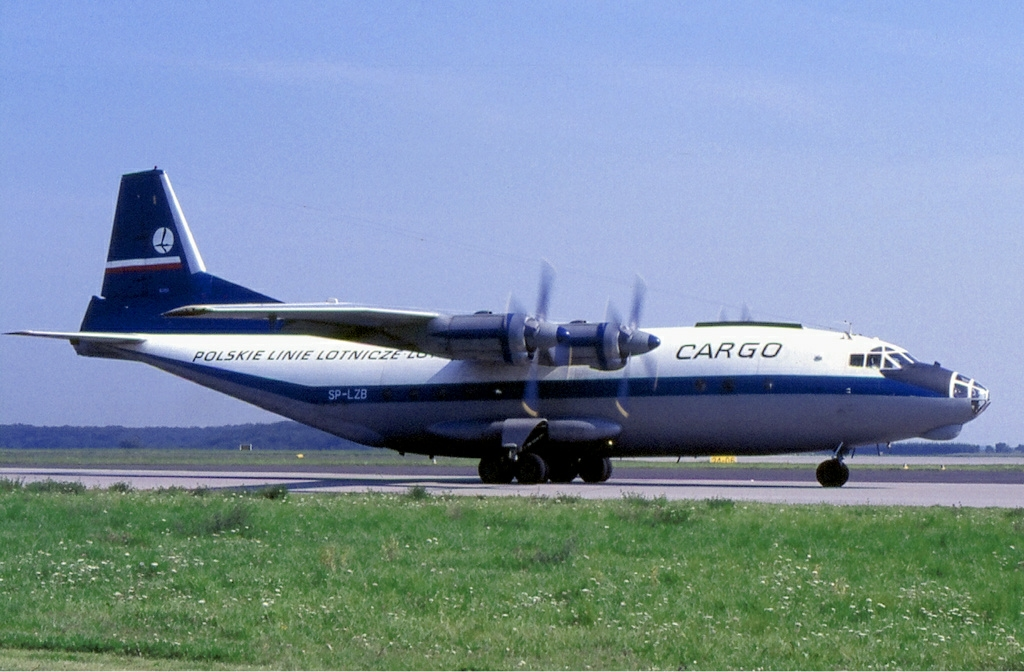
An-12 w malowaniu Polskich Linii Lotniczych LOT
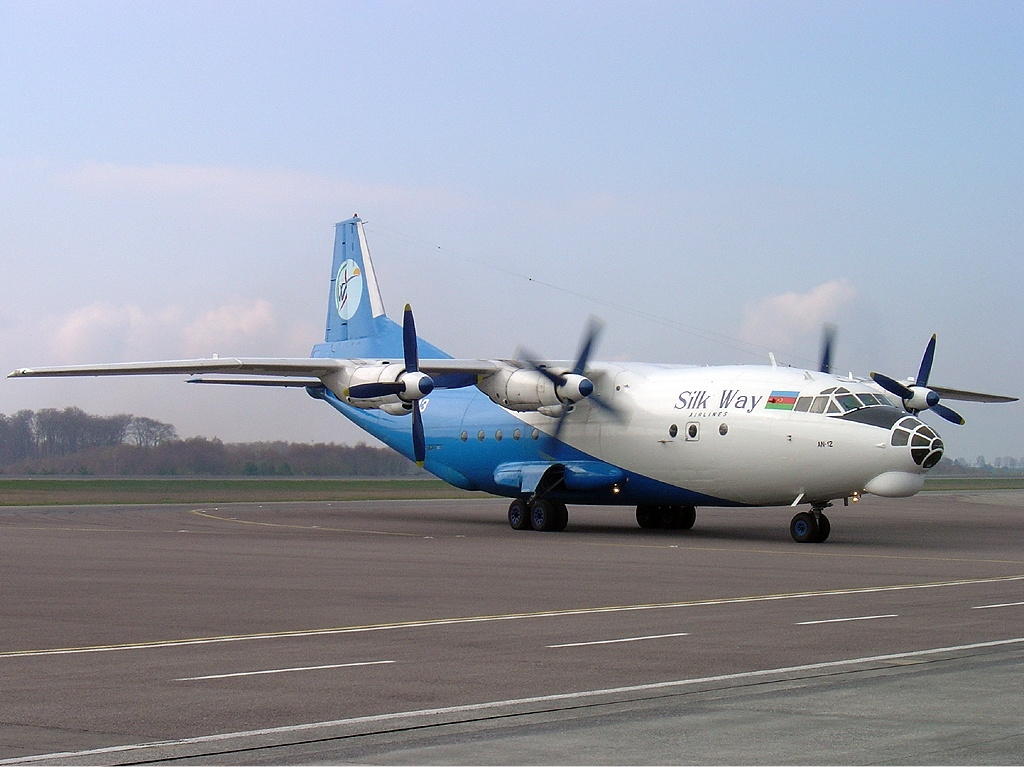
An-12 linii Silk Way Airlines
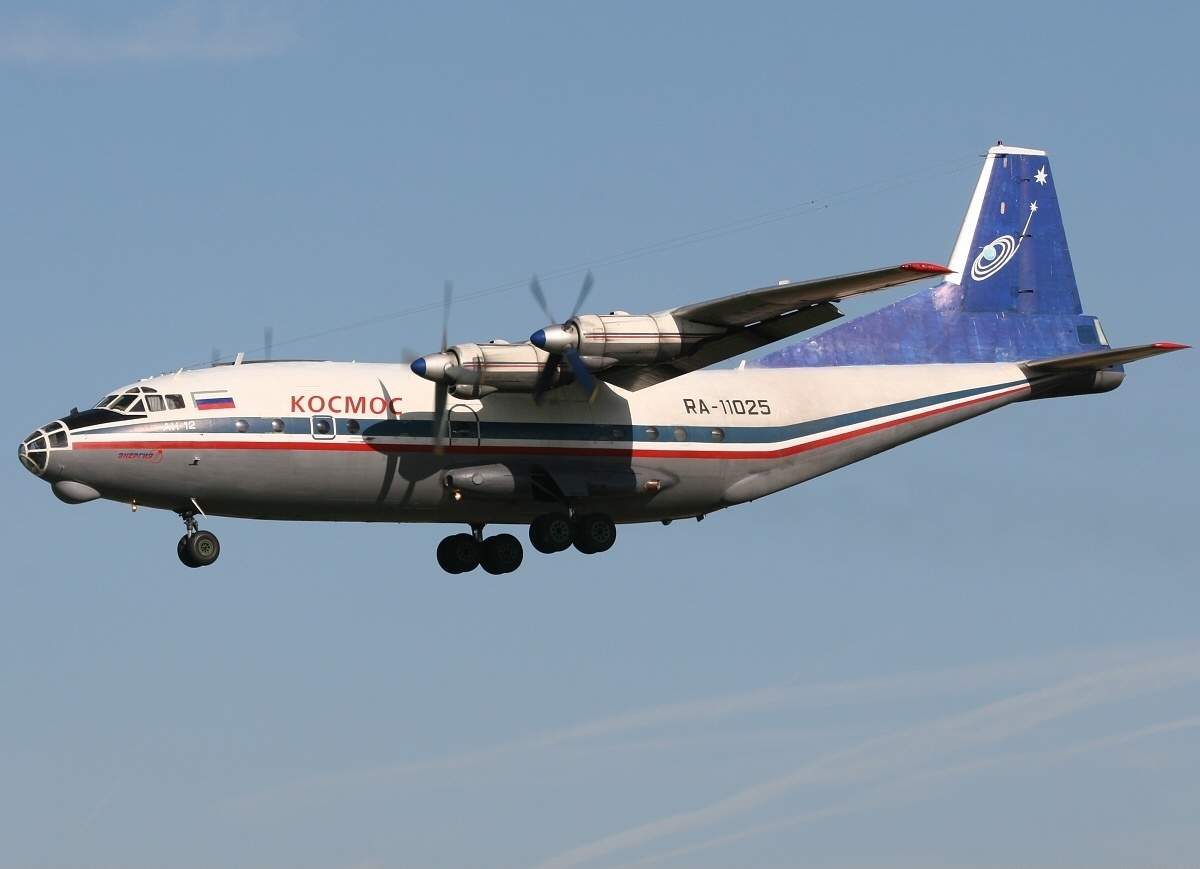
An-12B rosyjskich linii Kosmos Aviation Company
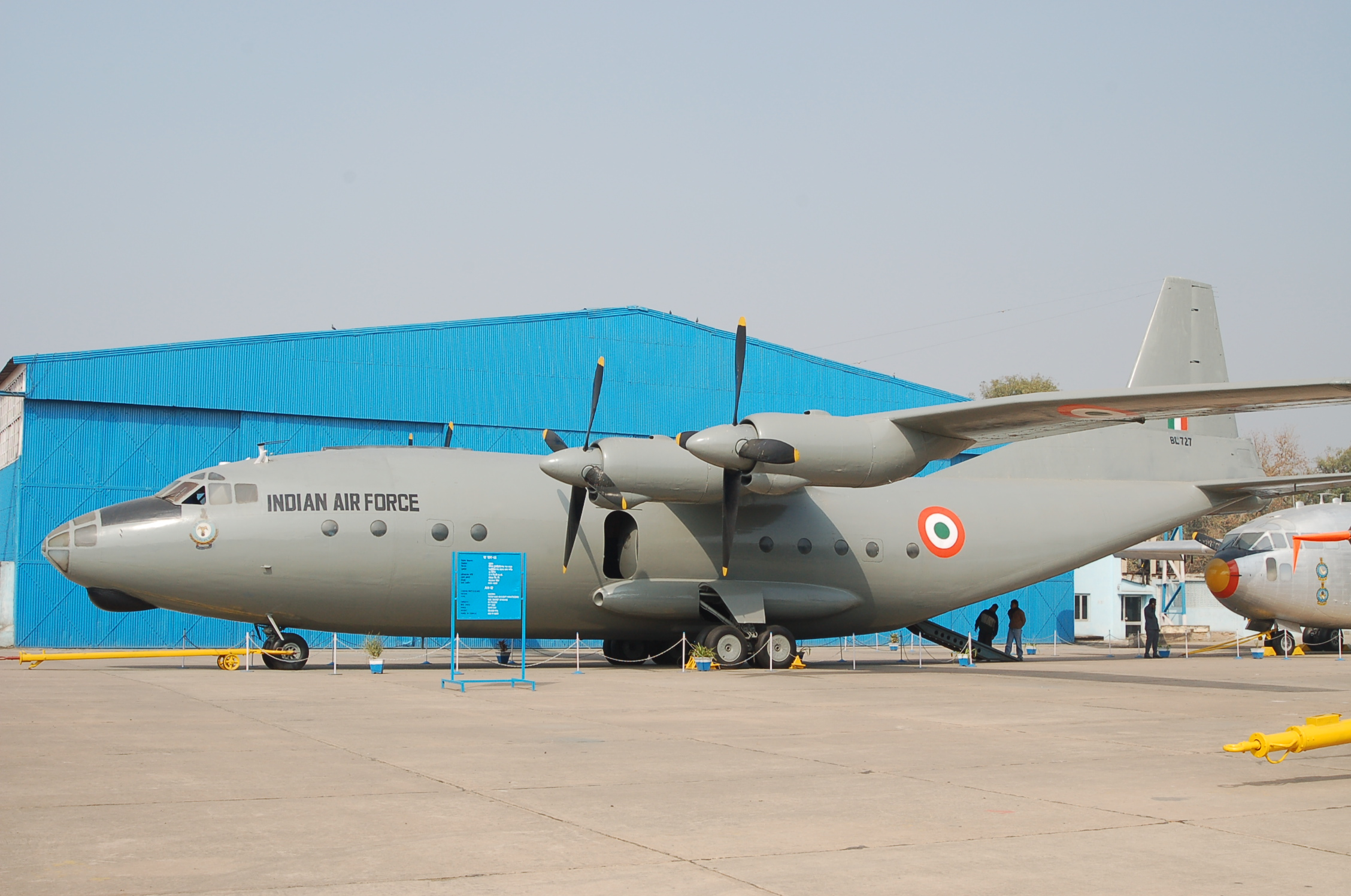
An-12 Indyjskich Sił Powietrznych
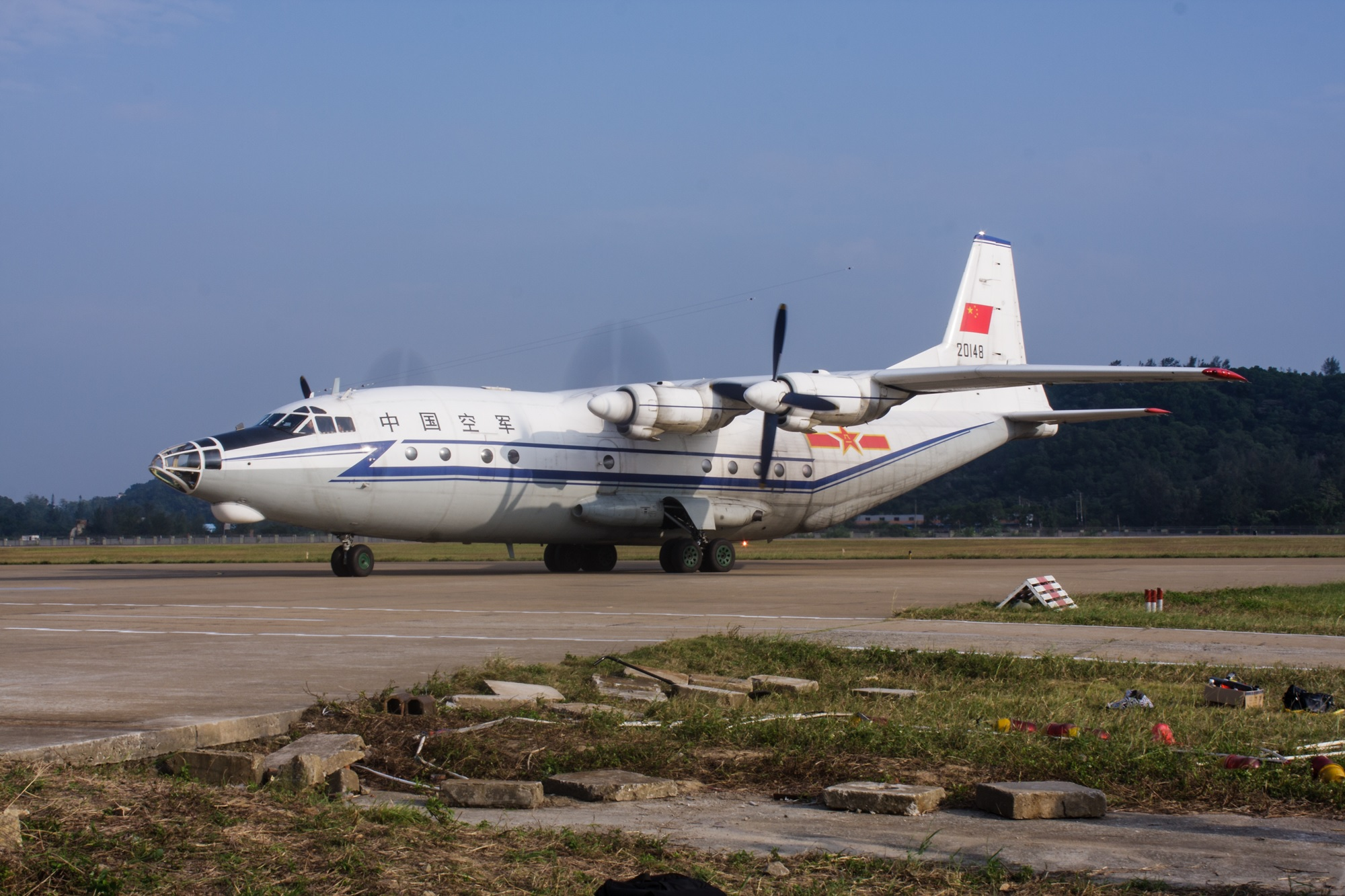
Shaanxi Y-8, czyli chińska kopia An-a-12

## Katastrofy
- 13 maja 1977 r. w Bejrucie rozbił się polski wojskowy An-12 (zarejestrowany w PLL LOT na czas lotu) wiozący ładunek mięsa do Libanu. Na skutek katastrofy śmierć poniosło 9 osób (załoga). Drugi An-12 Polskich Sił Powietrznych został wycofany z użytku w 1995 r.
- 3 listopada 2021 An-12BK rozbił się 7 kilometrów od Irkucka podczas próby odejścia na drugi krąg, zabijając wszystkie dziewięć osób (siedmiu członków załogi i dwóch pasażerów) na pokładzie[4][5].
- 16 lipca 2022 w Grecji rozbił się ukraiński An-12BK. Zginęło 8 osób - wszyscy na pokładzie[6].